# Casa al carrer Roses, 13 (Palau-saverdera)
La casa al carrer de Roses, 13 és un edifici dins del nucli urbà de la població de Palau-saverdera (Alt Empordà), a la banda est del nucli històric format per les restes del castell i la plaça Major, en el carrer de Roses. Edifici catalogat a l'Inventari del Patrimoni Arquitectònic de Catalunya, entre mitgeres format per planta baixa i dues plantes en alçada, amb una façana profusament decorada i revestida per un aparell encoixinat de carreus ben escairats, alguns dels quals ornats amb baix relleus (en concret són els de la planta baixa i els cantoners). El nivell dels diferents pisos està marcat amb una motllura rectilínia decorada amb dents de serra. La decoració es concentra sobretot al voltant de les obertures de la façana. A la planta baixa destaca la porta d'accés, centrada i d'obertura rectangular, i a banda i banda dos finestrals allargats i estrets. Les tres obertures estan enllaçades, per la part superior, pels seus guardapols, els quals estan formats per un arc rebaixat delimitat mitjançant una motllura decorada amb dents de serra. En el cas de les finestres, l'interior del guadapols està decorat amb tres botons de ceràmica vidrada verda, mentre que la porta presenta una dovella a manera de clau amb les inicials dels propietaris i, a banda i banda, ornamentació floral de forma romboïdal, que emmarca l'any de construcció (1911). Aquesta porta està enllaçada amb la llosana del balcó del primer pis mitjançant una fulla d'acant que surt de la dovella clau. Als pisos superiors, les obertures són balcons (un per planta). Els finestrals de sortida són rectangulars i presenten uns marcs arrebossats, delimitats per una motllura sinuosa. A la primera planta, el marc està decorat amb esgrafiats de tonalitat vermellosa. En canvi, al segon pis, la decoració és ceràmica. Els balcons presenten les llosanes decorades amb una motllura exterior i sustentades per mènsules, i les baranes són de ferro forjat i treballat. El coronament de l'edifici està format per un ràfec de dents de serra sota el qual hi ha decoració ceràmica i la testera d'obra esglaonada, també amb ceràmica vidrada, i balustrada.